# Wydział Rzeźby Uniwersytetu Artystycznego im. Magdaleny Abakanowicz w Poznaniu
Wydział Rzeźby Uniwersytetu Artystycznego im. Magdaleny Abakanowicz w Poznaniu – jeden z dziesięciu wydziałów Uniwersytetu Artystycznego im. Magdaleny Abakanowicz w Poznaniu. Jego siedziba znajduje się przy Al. Marcinkowskiego 29 w Poznaniu.

## Struktura
Katedra Rzeźby i Otoczenia:
- I Pracownia Rzeźby i Otoczenia – Studyjna
- II Pracownia Rzeźby i Otoczenia – Studyjna
- III Pracownia Rzeźby i Otoczenia – Studyjna
- IV Pracownia Rzeźby i Otoczenia – Mała Forma Rzeźbiarska
- V Pracownia Rzeźby i Otoczenia – Intermedialna
- VI Pracownia Rzeźby i Otoczenia
- Laboratorium Technik Cyfrowych w Rzeźbie
- Pracownia Komputerowa 3DLAB

Katedra Rzeźby i Działań Przestrzennych:
- I Pracownia Rzeźby i Działań Przestrzennych
- II Pracownia Rzeźby i Działań Przestrzennych
- III Pracownia Rzeźby i Działań Przestrzennych
- IV Pracownia Rzeźby i Działań Przestrzennych
- V Pracownia Rzeźby i Działań Przestrzennych
- VI Pracownia Rzeźby i Działań Przestrzennych
- VII Pracownia Rzeźby i Działań Przestrzennych – Perfomance
- Pracownia Profesora Wizytującego

Zakład Technik Realizacyjnych:
- Warsztat Obróbki Metalu
- Warsztat Odlewniczy
- Warsztat Ceramiczny
- Warsztat Tworzyw Sztucznych
- Warsztat Obróbki Drewna
- Warsztat Obróbki Kamienia
- Warsztaty Realizacyjny
- Warsztaty Technik Miękkich

## Kierunki studiów
- Rzeźba

## Władze
Dziekan: dr hab. Igor Mikoda, prof. UAP 

Prodziekan: dr Dawid Szafrański, ad.